# Platygyriella pringlei
Platygyriella pringlei là một loài Rêu trong họ Hypnaceae. Loài này được (Cardot) W.R. Buck miêu tả khoa học đầu tiên năm 1984.